# پوانت-او-اوتارد، کبک
پوانت-او-اوتارد (به فرانسوی: Pointe-aux-Outardes) روستایی در منطقه شهری مانیکواگان ناحیه کوت-نور در استان کبک کانادا است. در سرشماری سال ۲۰۱۱ این روستا ۱٬۳۸۹ نفر جمعیت داشته‌است و مساحت آن ۷۱٫۵۶ کیلومتر مربع است.